# Festuca glauca
Festuca glauca là một loài thực vật có hoa trong họ Hòa thảo. Loài này được Vill. mô tả khoa học đầu tiên năm 1787.

## Hình ảnh

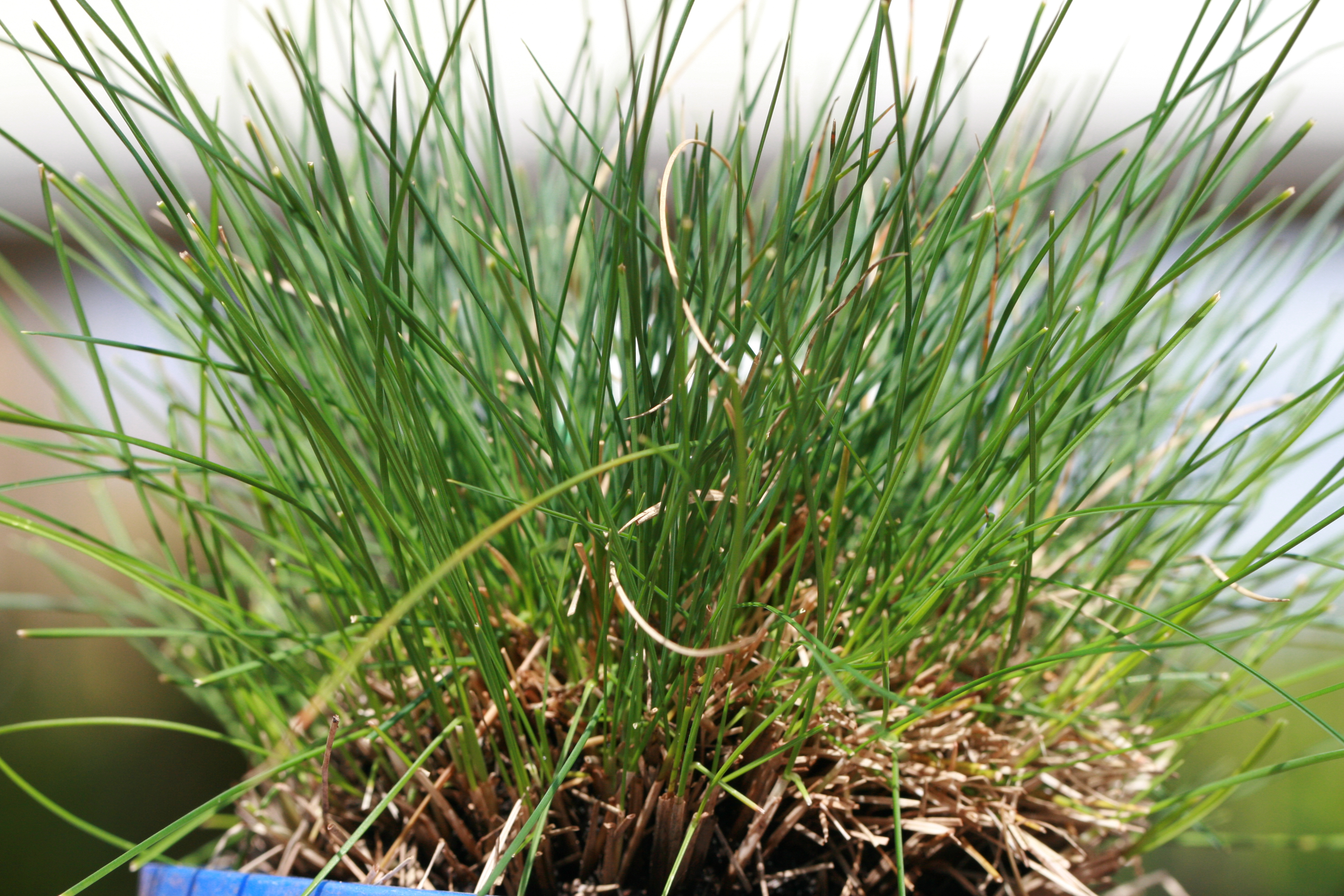
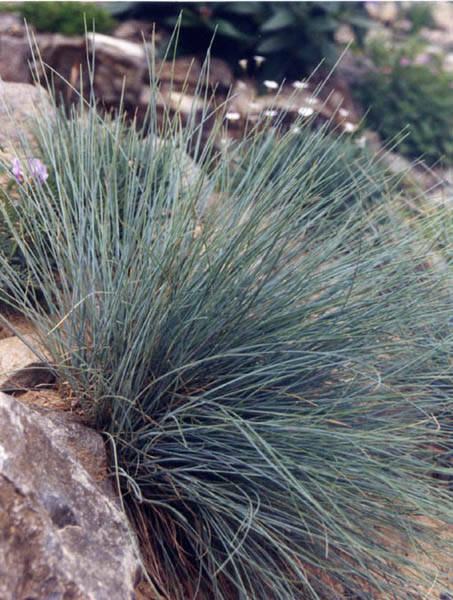
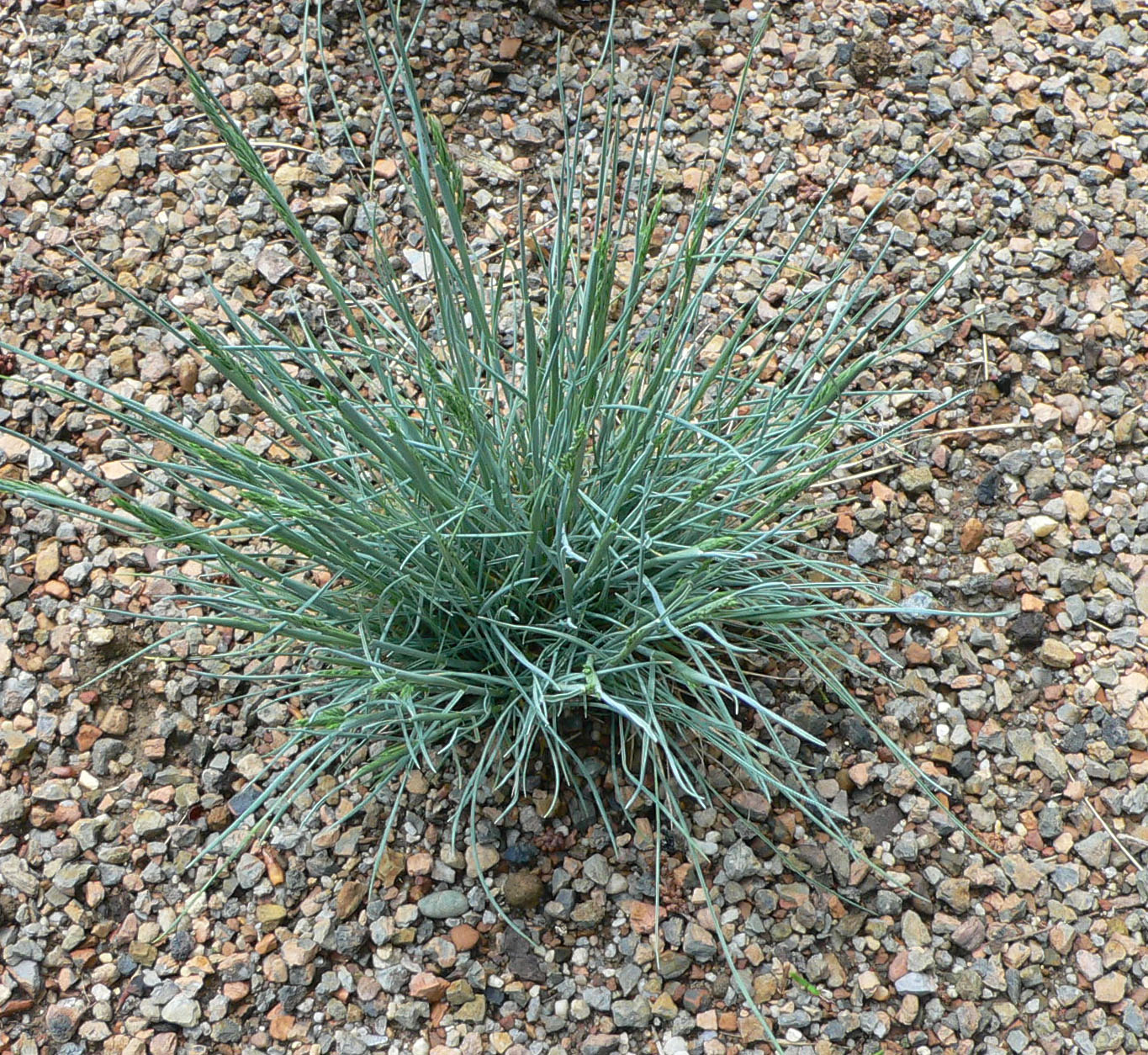
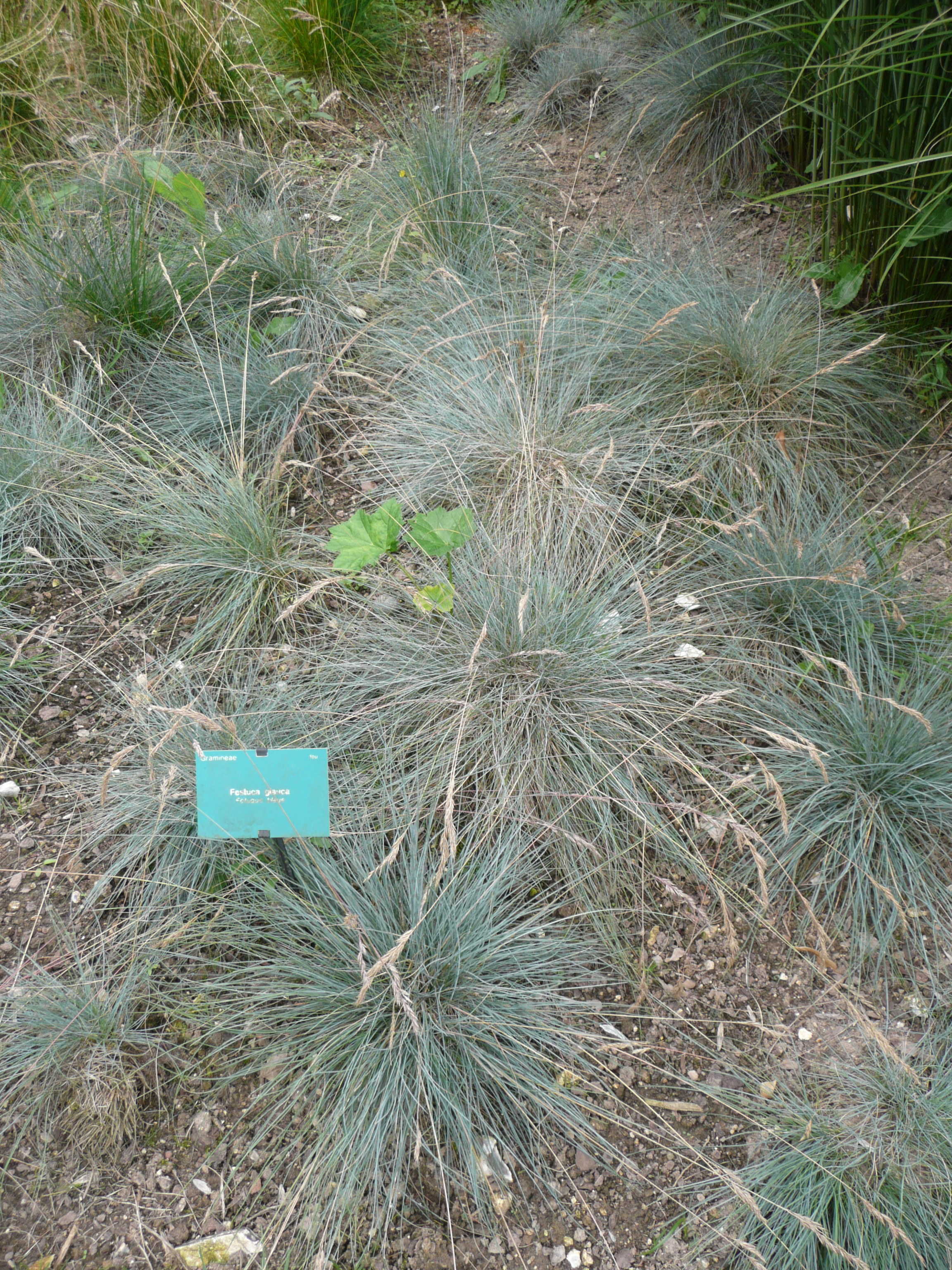